# Родін
Ро́дін (рос. Родин) — російське прізвище. Жіноча форма — Родіна.

## Відомі носії
- Родін Анатолій Петрович (1937—2013) — радянський футболіст, нападник. Майстер спорту СРСР.
- Родін Віктор Семенович — радянський військовий діяч
- Родін Георгій Семенович (1897 — 1976)  — радянський воєначальник, учасник Другої Світової війни, генерал-лейтенант танкових військ.
- Родін Дмитро Ілліч (1912 — 1992)  — радянський офіцер, учасник Другої Світової війни, Герой Радянського Союзу (1945).
- Родін Євгеній Анатолійович — майор Збройних Сил України. Учасник російсько-української війни.[1]
- Родін Микола Іванович (1923 — 2002)  — радянський військовий льотчик, учасник Другої Світової війни, Герой Радянського Союзу (1945).
- Родін Микола Олексійович (1919)  — київський графік, заслужений художник України.
- Родін Олег Дмитрович (1956)  — радянський футболіст, гравець національної збірної СРСР, майстер спорту СРСР.
- Родін Олексій Григорович (1902 — 1955)  — радянський воєначальник, учасник Другої Світової війни, Герой Радянського Союзу (1943), генерал-полковник танкових військ.
- Родін Петро Родіонович, український вчений-металознавець, доктор наук, заслужений працівник вищої школи УРСР.
- Родін Янко (1900 — 1974)  — югославський футболіст, учасник Олімпійських ігор 1924.